# Progresivní multifokální leukoencefalopatie
Progresivní multifokální leukoencefalopatie (PML), známá též jako progresivní multifokální leukoencefalitida, je vzácné a obvykle fatální virové onemocnění, které je charakteristické progresivním poškozením (-patie) nebo zánětem bílé hmoty (leuko-) mozku (-encefalo-) na různých místech (multifokální). Vyskytuje se téměř výhradně u lidí s těžkou imunodeficiencí, například u pacientů po transplantaci na imunosupresivech, u pacientů podstupujících některé druhy chemoterapie, lidí s roztroušenou sklerózou užívající natalizumab (Tysabri), pacientů s psoriázou dlouhodobě užívající efalizumab (Raptiva) či pacientů s AIDS.
Jejím původcem je JC virus. Diagnostikuje se pomocí počítačové tomografie (CT), magnetické rezonance (MRI), analýzou mozkomíšního moku získaného lumbální punkcí, či biopsií.